# Karl Hausmann (General)
Karl Georg Ernst Friedrich Hausmann, seit 1871 von Hausmann (* 3. März 1816 in Göttingen; † 13. März 1879 in Koblenz) war ein preußischer Generalleutnant und Inspekteur der 4. Feldartillerie-Inspektion.

## Leben

### Herkunft
Karl war ein Sohn des hannoverischen Hofrats und Professors der Mineralogie in Göttingen Friedrich Hausmann (1782–1859) und dessen Ehefrau Minette, geborene Lueder (1786–1841).

### Militärkarriere
Hausmann trat am 21. Oktober 1833 als Kanonier in die 3. Artillerie-Brigade der Preußischen Armee ein und absolvierte ab Mitte Oktober 1834 die Vereinigte Artillerie- und Ingenieurschule. Er kehrte im Jahr 1836 zu seinem Regiment zurück, avancierte Ende August 1837 zum Sekondeleutnant und setzte ab dem 1. Oktober 1837 seine Ausbildung an der Schule fort.
Nach seiner Rückkehr wurde er am 13. Februar 1847 mit Patent zum 5. November 1836 in die 7. Artillerie-Brigade versetzt. 1849 wurde er als 1. Hilfsoffizier zur Remonte-Ankaufskommission in Westfalen kommandiert. Anschließend war er vom 1. Oktober 1849 bis zum 30. September 1853 als Lehrer an der Militär-Reitschule in Schwedt tätig. Dort wurde er am 20. Mai 1850 zum Premierleutnant befördert und nach seiner Rückkehr am 20. Oktober 1853 als Hauptmann in das 6. Artillerie-Regiment versetzt. Er kam am 1. Juli 1854 als Führer in die 1. Festungskompanie und am 1. November 1854 als Führer zu der 5. 6-pfündigen Batterie. Am 1. Oktober 1855 kam er als Chef des 2. reitenden Batterie in das 4. Artillerie-Regiment mit Patent vom 22. Juni 1852. Von dort wurde er am 2. April 1857 mit Patent vom 20. Oktober 1851 als Chef der 3. reitenden Batterie in das 3. Artillerie-Regiment versetzt. Am 8. Juli 1858 stieg er zum Major auf und wurde unter Stellung à la suite des 4. Artillerie-Regiments zum Adjutanten der Generalinspektion der Artillerie ernannt.
Am 24. August 1861 wurde er Kommandeur der reitenden Abteilung der Pommerschen Artillerie-Brigade Nr. 2 und am 18. Oktober 1861 zum Oberstleutnant befördert. Aber schon am 17. Juni 1862 kam er als Kommandeur der reitenden Abteilung in die Rheinische Artillerie-Brigade Nr. 8, am 14. November 1864 wurde er dann Kommandeur des Feldartillerie-Regiments Nr. 8 und in dieser Stellung am 18. Juni 1865 zum Oberst befördert.
Während des Deutschen Krieges kämpfte er bei Münchengrätz und Königgrätz. Am 20. September 1866 wurde er dafür mit dem Roten Adlerorden III. Klasse mit Schwertern ausgezeichnet und am 30. Oktober 1866 als Kommandeur in das Feldartillerie-Regiment Nr. 11 versetzt.
Hausmann wurde am 14. Januar 1868 zum Kommandeur der 11. Artillerie-Brigade ernannt und am 18. Juni 1869 zum Generalmajor befördert. Während des Krieges gegen Frankreich nahm er an den Schlachten bei Weißenburg, Wörth und  Sedan sowie der Belagerung von Paris teil. Ausgezeichnet mit beiden Klassen des Eisernen Kreuzes wurde er am 16. Juni 1871 durch Kaiser Wilhelm I. in den erblichen preußischen Adelsstand erhoben.
Am 10. Juli 1871 kam er als Kommandeur in die 14. Artillerie-Brigade und erhielt am 15. August 1871 das Komturkreuz I. Klasse des Herzoglich Sachsen-Ernestinischen Hausordens. Am 26. Oktober 1872 wurde er Kommandeur der 14. Feldartillerie-Brigade und am 30. November 1872 Inspekteur der 1. Artillerie-Inspektion. Er erhielt am 3. Dezember 1872 das Kommandeurkreuz I. Klasse des Ordens vom Zähringer Löwen mit Schwertern. Er erhielt am 2. September 1873 die Beförderung zum Generalleutnant und am 9. Juni 1874 die Versetzung als Inspekteur der 1. Feldartillerie-Inspektion. Anlässlich des Ordensfestes wurde Hausmann im Januar 1875 mit dem Roten Adlerorden I. Klasse mit Eichenlaub und Schwertern am Ringe ausgezeichnet. Noch am 17. November 1878 wurde er Inspekteur der 4. Feldartillerie-Inspektion, bevor er am 13. März 1879 in Koblenz starb.
In seiner Beurteilung schrieb der Generalleutnant Louis von Colomier:
Eine stattliche und militärische Erscheinung, hinreichend begabt, allgemein wissenschaftlich genügend, artilleristisch besonders praktisch gut gebildet, nobler, sehr wohlwollender, dabei fester Charakter, von gediegener Moralität und gewandten taktvollem Formen in und außer Dienst. Mit regem, praktischen klarem Sinn leitet er die Ausbildung der untergebenen Truppen mit gutem Erfolge und sorgt für Schonung und Erhaltung des lebenden wie toten Materials in kriegsbrauchbarer Verfassung. Sein Wirken in Betreff der Ergänzung, Leitung und Fortbildung der untergebenen Offizierskorps und der möglichen Selbstständigmachung der Kommandeure entspricht den unter dem 16. 12. 1858 und 16. 3. 1867 ausgesprochenen Allerhöchsten Intentionen. Im Feldzuge 1866 haben seine Leistungen die Allerhöchste Anerkennung gefunden und im Friedensverhältnis hat er sich als Führer gemischter Detachements bewährt.

### Familie
Hausmann heiratete am 24. September 1847 in Berlin Anna Soltmann (1827–1876). Das Paar hatte mehrere Kinder:
- Klara Susanne Henriette (* 1850) ⚭ 1870 Eduard von Treskow (1837–1898), preußischer Generalmajor
- Konrad (1853–1923), preußischer General der Kavallerie ⚭ Laura Marie Antoniette Engelhorn (* 1861)
- Martha (* 1854) ⚭ 1873 Richard von Klitzing (1842–1907), preußischer General der Infanterie